# Genius Party
Genius Party (ジーニアス・パーティ, Jīniasu Pāti) són dues pel·lícules d'antologia formades per 12 curts pel·lícules d'animació de Studio 4°C. Es preveia formar un sol llançament. Ha estat substitulada en català.

## Llançaments
El primer volum, que conté set curts i titulat Genius Party, es va publicar el 7 de juliol de 2007. El segon volum, que conté cinc curts i titulat 'Genius Party Beyond , va ser llançat el 15 de febrer de 2008. Cada curt de l'antologia té un estil d'animació distintiu i una història única dels directors, inclosos Masaaki Yuasa, Shōji Kawamori, Shinichirō Watanabe, and Mahiro Maeda. GKIDS i Shout Factory van llançar els dos volums a Blu-ray el 15 d'octubre de 2019.

## Genius Party

### Genius Party
Dirigida per Atsuko Fukushima
En un desert àrid, un home amb un estrany vestit d'ocell es troba amb un grup de pedres semblants a ous que s'enterren a terra. Una pedra produeix un cor després d'aturar-se a admirar una flor i l'home-ocell es menja el cor; produint ales brillants i volant cap al cel. La pedra es desperta quan comença a ploure i crea un altre cor igual que les seves pedres companyes surten de la terra. A continuació, produeix una gran flor brillant que transcendeix cap al cel i impregna la pedra amb poders que electrifiquen les altres pedres. Creen un cervell gegant que pulsa a terra (que mostra el títol de la pel·lícula) abans de sortir per revelar de nou l'home-ocell, que es troba davant del que sembla ser un rusc amb les pedres que hi surten.

### Shanghai Dragon
Dirigit per Shōji Kawamori
A la Xina, un noi jove a qui li agrada dibuixar anomenat Gonglong és atacat per assetjadors amb una noia anomenada Meihua que el defensa. De sobte, una ploma brillant cau del cel i aterra davant de l'escola. Gonglong l'agafa i l'utilitza per dibuixar aliments que esdevenen reals i li permeten menjar-los. Ràpidament es fa evident que ell és l'únic que pot utilitzar-lo. Els robots alienígenes gegants ataquen de sobte la ciutat, però Gonglong i Meihua estan protegits per dos agents del futur; un humà anomenat Chase i un cyborg anomenat Sai. En veure les capacitats de Gonglong d'utilitzar el bolígraf, intenten protegir-lo a ell i a la Meihua. Després d'explotar a Sai i deixar-lo simplement amb el cap, Gonglong es dibuixa un vestit de superheroi i lluita contra els robots; destruint molts en el procés. Tanmateix, no és capaç de fer volar la nau mare i Chase l'obliga a dibuixar un míssil per destruir-lo; salvant la ciutat, però fent plorar a Gonglong per la seva duresa. Chase revela que 300 anys en el futur els humans ja no poden tenir fills i van tornar per aprendre de la imaginació dels nens. Empoderat, Gonglong dibuixa un drac brillant i un cos nou per a Sai mentre tots quatre reconstrueixen la ciutat abans de volar a l'espai.

### Deathtic 4
Dirigida per Shinji Kimura
En un món poblat de zombis, Rått es prepara per anar a l'escola quan descobreix una granota. Com que els éssers vius estan prohibits en aquest món, Rått s'encarrega d'amagar-lo a tothom. Es fa amic d'un estudiant de la seva escola anomenat Plåsse que porta una bossa al cap i afirma ser un superheroi amb una gran força. L'acompanyen Plåsse, un nen que escup aigua, i Ashe, un nen que es pot incendiar. Rått els ensenya la granota i demana que l'ajudin a portar-la a un "Uzu Uzu", un tornado gegant amb un forat brillant a la part superior. S'enfronten a la policia zombi que vol la granota, però després d'una llarga persecució, arriben a l'Uzu Uzu i alliberen la granota; es desconeix el seu destí.

### Doorbell
Dirigida per Yoji Fukuyama
Una nena amb la seva mare mira un jove i creu que en veu dos. El jove torna a casa, només per descobrir que hi ha un altre d'ell allà i que és invisible per a tothom. Els dobles, que de manera ambigua semblen reconèixer la seva existència, continuen arribant a llocs abans que ell, el que fa que es torni invisible per als altres, però de tant en tant pot ser vist per la gent. Finalment va a veure la seva xicota i arriba abans de l'hora prevista i li demana que baixi del seu apartament. Mentre ho fa, veu en el reflex de la porta un altre doble i es gira per tirar-hi la bossa. La seva xicota està confosa per la seva acció, però admet que pensava veure un altre. El jove reconeix que va ser el seu "vell jo" i que està content que el vegi ara. Després d'una breu xerrada, puja al seu apartament i somriu al seu doble mirant-lo des de fora.

### Limit Cycle
Dirigida per Hideki Futamura
En aquest segment sense trama, un home assalariat, aparentment atrapat en un cicle de treball sense fi fa un examen existencial del món. Il·lustrat a la manera d'una al·lucinació psicodèlica.

### Happy Machine
Dirigida per Masaaki Yuasa
Un nadó viu en una llar d'infants de colors brillants que satisfà tots els seus capritxos, només que de sobte es trenca; revelant una habitació estoica i sense vida. El terra cedeix i el nadó es troba sota una estructura estranya amb potes que contenen forats en forma de persones. El nadó examina el seu entorn i troba el seu biberó, però es troba amb un petit ésser de foc que comença a menjar-se tot el que té i el persegueix. Aviat, gotes d'aigua gegants plenes de petites criatures de peixos cauen del cel i el nadó troba refugi de la criatura de foc, tot i que després plora quan la criatura de foc mor per apropar-se massa a l'aigua. Aleshores, el nadó coneix una criatura alta i incòmode muntant i una criatura vegetal verda que menja l'orina i les femtes del nadó per produir plantes. La criatura alta és empasada per un forat mentre la planta verda es converteix en una llavor brillant i és menjada per una criatura de flors gegants, malgrat els esforços del nadó per rescatar-lo. Anys més tard, el nadó, ara un home gran i barbut amb protèsis d'extremitats, es troba de nou a l'estructura i hi entra per trobar un altre nadó. Deixa alguns records i l'alimenta abans de tornar a baixar a les cames i entrar al forat. Aparentment, això impulsa les funcions de la llar d'infants a mesura que cobra vida per al nou nadó. El segment acaba amb la frase continuarà...

### Baby Blue
Dirigida per Shinichirō Watanabe
L'estudiant de secundària Sho s'acosta a la seva amiga de la infància Hazuki per saltar-se l'escola i ella, sorprenentment, accepta. Quan eren nens, van irrompre en un magatzem i van trobar una caixa de granades; prenent-ne un com a record. Sho revela que planeja enterrar-lo amb ella quan vagin a la platja. Agafen un tren, però s'adormen i perden la parada. Roben una bicicleta i escapen a un policia, abans de ser aturats per una banda de carrer. Sense cap altra opció, Sho utilitza la granada per fer volar un dels cotxes del líder de la banda i els dos fugen abans d'arribar finalment a la platja a la sortida del sol. Sho revela que s'enva i volia passar una última vegada amb Hazuki, de qui sap que ja té un xicot. Ella admet que l'estimava i estava enamorada d'ell, però promet recordar-lo. Quan Sho i la seva mare marxen per allunyar-se, Sho mira per la finestra del tren i veu en Hazuki allà dreta amb petards; una cosa que va intentar fer a la platja però no va poder.

### Repartiment de veu
- Tomoko Kaneda
- Rinko Kikuchi
- Lu Ningjuan
- Taro Yabe
- Yûya Yagira
- Yoko Kanno

## Genius Party Beyond

### Gala
Dirigida per Mahiro Maeda
En un poble boscós de Yokai, una llavor gegant aterra a prop. Tots els vilatans l'ataquen amb ira, però un oni jove anomenat Co-oni comença a escoltar sorolls estranys que emanen d'ella. El gran Jii el crida, que convoca una noia harpia i un gat gegant per ajudar a complir el propòsit de la llavor. Muntant damunt d'instruments gegants, tots tres procedeixen a tocar música per despertar la llavor mentre s'obre per revelar un brot gegant. Aviat, els altres vilatans s'uneixen tocant els seus propis instruments mentre Jii es converteix en un ídol de fusta i deixa la resta a la seva descendència. Co-oni es troba al damunt del brot mentre continua creixent cada cop més amunt cap a una llum brillant als núvols. Es revela que la planta és en realitat bastant petita i creix a partir d'una planta en test al balcó d'un complex d'apartaments japonès. Un nen petit s'adona que està creixent i avisa la seva mare sobre això.

### Moondrive
Dirigida per Kazuto Nakazawa
Quatre criminals ineptes, Zico, Pekepeke, Yuki i Mikishi, senten parlar d'un tresor situat en algun lloc de l'illa Gegant. Aconsegueixen adquirir un mapa d'un col·leccionista d'articles, permetent-li mantenir relacions sexuals amb Pekepeke durant una hora, i després fer-los traduir, de nou amb la mateixa oferta, només per saber que està en anglès senzill i que és un mapa a un altre mapa del tresor. S'adonen que han d'aconseguir un coet, però no tenen prou diners, així que repten un cap del crim a un joc de billar per tots els diners, si perden, tindrà dues hores amb Pekepeke, que està massa cansadaper tenir sexe. Zico ho fa bé, però una mala sort còmica amb l'última pilota fa que perdin tots els seus diners. La colla decideix simplement robar un coet, però es queda sense gas i s'estavella. S'adonen que simplement poden aconseguir un bitllet per a l'illa dels gegants i robar un vaixell per estavellar-se contra un volcà inactiu que simplement utilitza una màquina de boira per simular lava falsa. En entrar, troben el segon mapa i aprenen, per a la còmica ira de Zico, que tots dos mapes són simplement mapes de guies turístiques i un d'ells és una versió actualitzada. Zico fa volar amb ira tota l'illa, però malgrat això, suggereix amb optimisme que continuïn a la seva propera aventura. Es revela que tot el segment és un espectacle escènic.

### 'Wanwa' the Doggy
Dirigida per Shinya Ōhira
Un nen jove juga a l'habitació de l'hospital de la seva mare que està a punt de tenir un nadó. Després que el pare se'n va abatut, l'habitació es trenca de cop i un ogre segresta la mare del nen. El nen es troba de sobte en un món fantàstic i caòtic on lluita amb un ogre vermell gegant, és salvat per un gos (el titular Wanwa), condueix un cotxe coet i corre cap amunt d'un arbre. El nen es troba amb Wanwa i creu que està adormit, només per adonar-se que està mort. Mentre el nen plora pel gos, arriben més ogres per atacar-lo, però les vibracions positives de la seva mare vencen als ogres. Tota l'aventura es revela com un somni, ja que el nen es desperta amb el gemec del seu germà nounat i el seu pare plora llàgrimes d'alegria. El nen mira per la finestra per veure un Wanwa de peluix en un arbre mentre arriba un home amb una gabardina deixar flors a la tapa d'un gos. Quan apareix el títol final, l'home de la gabardina se sorprèn que s'hagi acabat el curt i se'l veu traient-se la roba en un vestidor.

### Toujin Kit
Dirigida per Tatsuyuki Tanaka
En un món steampunk, una dona jove crea il·legalment formes de vida alienígenes dins d'animals de peluix. Es passa la resta dels seus dies asseguda i mirant la televisió i menjant aperitius. Un dia, les autoritats arriben al seu apartament i descobreixen les seves activitats. La dona agafa una granota de peluix i fuig mentre el capità troba un "Tou Bug" al seu apartament i la font dels extraterrestres. Els aboca una pólvora i ells pugen de l'existència. La dona segueix corrent, però s'ensopega per una escala de pedra i es fa mal al turmell mentre deixa caure la nina granota. Arriben les autoritats i una criatura alienígena gegant emergeix de la nina. Just abans de fer res, un tren la colpeja i la mata; provocant una reacció en cadena que mata als altres extraterrestres de l'apartament de la dona. Les autoritats es preparen per endur-se-la quan el curt s'acaba bruscament.

### Dimension Bomb
Dirigida per Kōji Morimoto
En el que sembla ser una altra dimensió propera a la nostra, però diferent a la nostra, un nen amb una caputxa i un casc estranys recorre una carretera on dos bandits s'apropen i, presumiblement, li peguen. El nen, anomenat Shin, coneix una noia excèntrica que li diu "Formatge!" tot el temps. Tots dos es van fer amics. Més tard, passa una cosa inexplicable que fa que el nen es tregui el casc i la caputxa i aparegui com una figura de color blanc pàl·lid amb marques vermelles. Esclata en un ésser ardent abans de tornar a ser un noi d'aspecte normal. La resta del segment està intercalat amb visuals estranys tant relacionats amb la relació de Shin amb la noia com les que tenen a veure amb l'establiment del món. Tot això culmina amb que Shin torna a un moment en què va caure de la bicicleta al carrer; sembla que torna al món real. Continua amb la seva bicicleta i torna a caure, aquesta vegada cridant a la distància com una manera de recordar l'estranya noia.

### Repartiment de veu
- Arata Furuta
- Akiko Suzuki
- Shôko Takada
- Urara Takano